# Micronoemia glauca
Micronoemia glauca là một loài bọ cánh cứng trong họ Cerambycidae.